# Lijst van voetbalinterlands Oekraïne - Verenigde Staten
Deze lijst van voetbalinterlands is een overzicht van alle officiële voetbalwedstrijden tussen de nationale teams van Oekraïne en de Verenigde Staten. De landen speelden tot op heden vier keer tegen elkaar. De eerste ontmoeting, een  vriendschappelijke wedstrijd, werd gespeeld in New Brunswick op 27 juni 1992. Het laatste duel, eveneens een vriendschappelijke wedstrijd, vond plaats op 5 maart 2014 in Larnaca (Cyprus).

## Wedstrijden
| № | Plaats        | Datum           | Competitie        | Wedstrijd                   | Uitslag |
| - | ------------- | --------------- | ----------------- | --------------------------- | ------- |
| 1 | New Brunswick | 27 juni 1992    | Vriendschappelijk | Verenigde Staten – Oekraïne | 0 – 0   |
| 2 | High Point    | 16 oktober 1993 | Vriendschappelijk | Verenigde Staten – Oekraïne | 1 – 2   |
| 3 | Bethlehem     | 23 oktober 1993 | Vriendschappelijk | Verenigde Staten – Oekraïne | 0 – 1   |
| 4 | Larnaca       | 5 maart 2014    | Vriendschappelijk | Oekraïne – Verenigde Staten | 2 – 0   |

## Samenvatting
| Competitie        | Totaal gespeeld | Winst Oekraïne | Gelijk | Winst Verenigde Staten | Doelsaldo Oekraïne – Verenigde Staten |
| ----------------- | --------------- | -------------- | ------ | ---------------------- | ------------------------------------- |
| Vriendschappelijk | 4               | 3              | 1      | 0                      | 5 − 1                                 |
| Totaal            | 4               | 3              | 1      | 0                      | 5 − 1                                 |

## Details

### Eerste ontmoeting
| Vriendschappelijk (New Brunswick, Verenigde Staten, 27 juni 1992): |              | |
| Verenigde Staten | 0 – 0        | Oekraïne |
| | goals        | |
| Bora Milutinović | bondscoach   | Viktor Prokopenko |
| Tony Meola Desmond Armstrong Marcelo Balboa John Doyle Fernando Clavijo Janusz Michallik Brian Quinn Bruce Murray 80' Dominic Kinnear Eric Wynalda 59' Peter Vermes 46' | opstellingen | Olexander Pomazun Serhiy Tretyak Olexander Bondarenko Joeri Nikiforov Ihor Pokydko 80' Yuriy Moroz 76' Serhiy Kovalets Illya Tsymbalar Yuri Hudymenko Ivan Hetsko Serhiy Scherbakov |
| Mark Chung 46' Mike Masters 59' Mike Sorber 80' | wissels      | 46' Serhij Rebrov 80' Yaroslav Vatamanyuk |

### Tweede ontmoeting
| Vriendschappelijk (High Point, Verenigde Staten, 16 oktober 1993):                                                                                                  |              | |
| Verenigde Staten | 1 – 2        | Oekraïne |
| Hugo Perez 26' | goals        | 41' Viktor Leonenko 43' Viktor Leonenko |
| Bora Milutinović | bondscoach   | Oleg Bazilyevich |
| Tony Meola Fernando Clavijo Desmond Armstrong Mike Lapper Paul Caligiuri Thomas Dooley Brian Quinn Janusz Michallik Dominic Kinnear 62' Hugo Perez 69' Peter Vermes | opstellingen | Igor Kutepov Andrei Khomin Andrei Vasilitchuk Sergei Lezhentsev Sergei Popov Yuri Sak Pavel Shkapenko 80' Ihor Zhabchenko 46' Gennadi Litovchenko 46' Tamerlan Guseinov Viktor Leonenko |
| Dante Washington 62' Mark Chung 69' | wissels      | 46' Yuri Bukel 46' Serhij Rebrov 80' Vladislav Prudis |

### Derde ontmoeting
| Vriendschappelijk (Bethlehem, Verenigde Staten, 23 oktober 1993):                                                                                   |              | |
| Verenigde Staten | 0 – 1        | Oekraïne |
| | goals        | 36' Serhiy Popov |
| Bora Milutinović | bondscoach   | Oleg Bazilyevich |
| Brad Friedel Jeff Agoos Desmond Armstrong Mike Lapper Alexi Lalas Thomas Dooley Mark Santel 46' Mike Sorber Joe-Max Moore Hugo Perez 74' Cobi Jones | opstellingen | Igor Kutepov Yuri Sak Andrei Khomin 46' Serhiy Lezhentsev Serhiy Popov 46' Vladislav Prudis Pavel Shkapenko Dmitro Topchiev 70' Serhij Rebrov Viktor Leonenko 88' Gennadi Litovchenko |
| Dante Washington 46' Mark Chung 74' | wissels      | 46' Yuri Bukel 46' Ihor Zhabchenko 70' Aleksandr Prizetko 88' Andrei Vasilitchuk |

### Vierde ontmoeting
| Vriendschappelijk (Larnaca, Cyprus, 5 maart 2014): |              | |
| Oekraïne | 2 – 0        | Verenigde Staten |
| Andrij Jarmolenko 12' Marko Dević 68' | goals        | |
| Michajlo Fomenko | bondscoach   | Jürgen Klinsmann |
| Andrij Pjatov Oleksandr Koetsjer Vjatsjeslav Sjevtsjoek 80' Artem Fedetskyi Jevhen Chatsjeridi Roeslan Rotan 78' Anatoli Tymosjtsjoek Jevhen Konopljanka 65' Denys Harmasj 46' Andrij Jarmolenko 90' Roman Zozoelja 65'                          | opstellingen | Tim Howard Oguchi Onyewu Fabian Johnson 63' Edgar Castillo Geoff Cameron John Anthony Brooks 63' Sacha Kljestan 80' Jermaine Jones Clint Dempsey 90' Alejandro Bedoya 85' Jozy Altidore |
| Roman Bezoes 46' Oleg Goesjev 65' Marko Dević 65' Edmar 78' Jevhen Makarenko 80' Mykola Morozyuk 90' Denys Boyko Denys Dedechko Jevhen Seleznjov Serhiy Sydortsjoek Jaroslav Rakitskiy Rustam Khudzhamov Andriy Piliavskiy Dmytro Khomchenovskiy | wissels      | 63' Brek Shea 63' Aron Jóhannsson 80' Daniel Williams 85' Juan Agudelo 90' Terrence Boyd Jonathan Spector Alfredo Morales Brad Guzan Will Packwood Terrence Boyd                        |
| Artem Fedetskyi 65' Roman Bezoes 84' | gele kaarten | 84' Clint Dempsey |
| - Debuut van Jevhen Makarenko (FC Hoverla) voor Oekraïne. |              | |

FFOe · A-internationals · Bondscoaches · Statistieken · Oekraïens vrouwenelftal · Olympisch elftal · Oekraïne U21 · Oekraïne U20 · Oekraïne U19 · Oekraïne U18 · Oekraïne U17 · Oekraïne U16
1992 – 1999 · 
2000 – 2009 · 
2010 – 2019 · 
2020 – 2029
EK's: 1992** · 
1996 · 
2000 · 
2004 · 
2008 · 
2012 · 
2016 · 
2020 · 
2024
WK's: 1994 · 
1998 · 
2002 · 
2006 · 
2010 · 
2014 · 
2018 ·
2022
1992 · 
1993 · 
1994 · 
1995 · 
1996 · 
1997 · 
1998 · 
1999 · 
2000 · 
2001 · 
2002 · 
2003 · 
2004 · 
2005 · 
2006 · 
2007 · 
2008 · 
2009 · 
2010 · 
2011 · 
2012 · 
2013 · 
2014 · 
2015 ·
2016 ·
2017 ·
2018 ·
2019 ·
2020 ·
2021
Albanië ·
Andorra ·
Armenië ·
Azerbeidzjan ·
Bahrein ·
België ·
Bosnië en Herzegovina ·
Brazilië ·
Bulgarije ·
Canada ·
Chili ·
Costa Rica ·
Cyprus ·
Denemarken ·
Duitsland ·
Engeland ·
Estland ·
Faeröer ·
Finland · 
Frankrijk ·
Georgië ·
Griekenland ·
Hongarije ·
Ierland ·
IJsland ·
Iran ·
Israël ·
Italië ·
Japan ·
Joegoslavië ·
Kameroen · 
Kazachstan ·
Kosovo ·
Kroatië ·
Letland ·
Libië ·
Litouwen ·
Luxemburg ·
Malta ·
Marokko ·
Mexico ·
Moldavië ·
Montenegro ·
Nederland ·
Niger ·
Nigeria ·
Noord-Ierland ·
Noord-Macedonië ·
Noorwegen ·
Oezbekistan ·
Oostenrijk ·
Polen ·
Portugal ·
Roemenië ·
Rusland ·
San Marino ·
Saoedi-Arabië ·
Schotland ·
Servië ·
Servië en Montenegro ·
Slovenië ·
Slowakije ·
Spanje ·
Tsjechië ·
Tunesië ·
Turkije ·
Uruguay ·
Verenigde Arabische Emiraten ·
Verenigde Staten ·
Wales ·
Wit-Rusland ·
Zuid-Korea ·
Zweden ·
Zwitserland
Duitsland (2016) ·
Engeland (2012) · 
Engeland (2021) ·
Frankrijk (2012) · 
Italië (2006) · 
Nederland (2021) · 
Noord-Ierland (2016) · 
Noord-Macedonië (2021) · 
Oostenrijk (2021) · 
Saoedi-Arabië (2006) ·
Spanje (2006) ·
Tunesië (2006) ·
Zweden (2012) · 
Zweden (2021) · 
Zwitserland (2006)
** = Onder de naam Gemenebest van Onafhankelijke Staten
USSF · A-internationals · Selecties · Bondscoaches · Amerikaans vrouwenelftal · Olympisch elftal · USA -21 · USA -20 · USA -19 · USA -18 · USA -17
1885 – 1919 · 
1920 – 1929 · 
1930 – 1939 · 
1940 – 1949 · 
1950 – 1959 · 
1960 – 1969 · 
1970 – 1979 · 
1980 – 1989 · 
1990 – 1999 · 
2000 – 2009 · 
2010 – 2019 ·
2020 − 2029
CA 1993 · 
CA 1995 · 
CA 2007 · 
CA 2016
CC 1992 · 
CC 1999 · 
CC 2003 · 
CC 2009
WK 1930 · 
WK 1934 · 
WK 1950 · 
WK 1990 · 
WK 1994 · 
WK 1998 · 
WK 2002 · 
WK 2006 · 
WK 2010 · 
WK 2014
OS 1904 · 
OS 1924 · 
OS 1928 · 
OS 1936 · 
OS 1948 · 
OS 1952 · 
OS 1956 · 
OS 1972 · 
OS 1984 · 
OS 1988 · 
OS 1992 · 
OS 1996 · 
OS 2000 · 
OS 2008
Algerije ·
Antigua en Barbuda ·
Argentinië ·
Armenië ·
Australië ·
Azerbeidzjan ·
Barbados ·
België ·
Belize ·
Bermuda ·
Bolivia ·
Bosnië en Herzegovina ·
Brazilië ·
Canada ·
Chili ·
China ·
Colombia ·
Costa Rica ·
Cuba ·
Curaçao ·
Denemarken ·
DDR ·
Duitsland ·
Ecuador ·
Egypte ·
El Salvador ·
Engeland ·
Estland ·
Finland ·
Frankrijk ·
Ghana ·
GOS ·
Grenada ·
Griekenland ·
Guatemala ·
Guyana ·
Haïti ·
Honduras ·
Hongarije ·
Ierland ·
IJsland ·
Iran ·
Israël ·
Italië ·
Ivoorkust ·
Jamaica ·
Japan ·
Joegoslavië ·
Kaaimaneilanden ·
Kameroen ·
Koeweit ·
Letland ·
Liechtenstein ·
Luxemburg ·
Malta ·
Marokko ·
Martinique ·
Mexico ·
Moldavië ·
Nederland ·
Nederlandse Antillen ·
Nicaragua ·
Nieuw-Zeeland ·
Nigeria ·
Noord-Ierland ·
Noord-Korea ·
Noord-Macedonië ·
Noorwegen ·
Oekraïne ·
Oezbekistan ·
Oman ·
Oostenrijk ·
Panama ·
Paraguay ·
Peru ·
Polen ·
Portugal ·
Puerto Rico ·
Qatar ·
Roemenië ·
Rusland ·
Saint Kitts en Nevis ·
Saint Vincent en de Grenadines ·
Saoedi-Arabië ·
Schotland ·
Servië ·
Slovenië ·
Slowakije ·
Sovjet-Unie ·
Spanje ·
Thailand ·
Trinidad en Tobago ·
Tsjechië ·
Tsjecho-Slowakije ·
Tunesië ·
Turkije ·
Uruguay ·
Venezuela ·
Wales ·
Zuid-Afrika ·
Zuid-Korea ·
Zweden ·
Zwitserland
Algerije (2010) ·
België (2014) ·
Brazilië (2009, 2) ·
Duitsland (2014) ·
Engeland (2010) ·
Ghana (2006) · 
Ghana (2014) · 
Italië (2006) · 
Nederland (2022) ·
Portugal (2014) ·
Slovenië (2010) ·
Tsjechië (2006)